# 蒂耶欧格罗塞耶
蒂耶欧格罗塞耶（法語：Thuilley-aux-Groseilles，法語發音：[tɥijɛ o ɡʁozɛj]）是法国默尔特-摩泽尔省的一个市镇，位于该省南部，属于图勒区。

## 地理
蒂耶欧格罗塞耶（48°34'27"N, 5°58'22"E）面积9.12 平方千米，位于法国大東部大區默尔特-摩泽尔省，该省份为法国东北部内陆省份，是洛林的一部分，北邻比利时、卢森堡，北起顺时针与摩泽尔省、下莱茵省、孚日省和默兹省接壤。
与蒂耶欧格罗塞耶接壤的市镇（或旧市镇、城区）包括：阿兰、克雷佩、热尔米尼、奥谢、维泰讷。

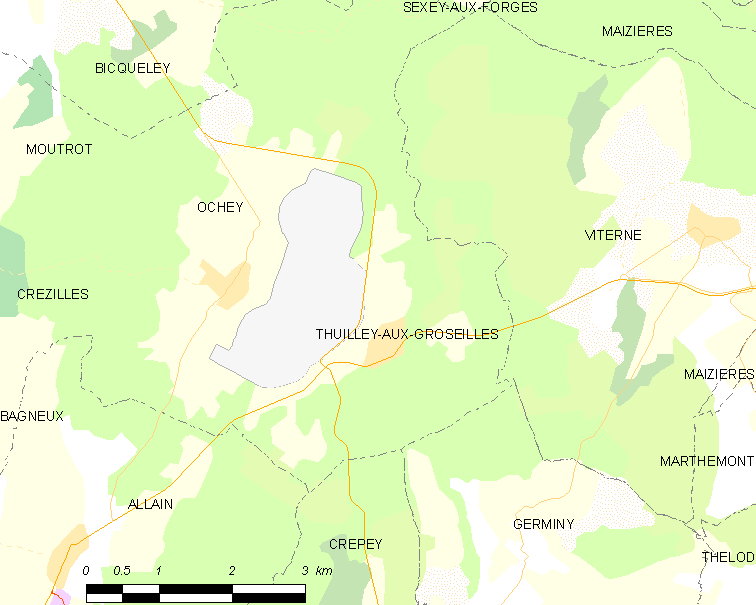
蒂耶欧格罗塞耶的OSM定位图

蒂耶欧格罗塞耶的时区为UTC+01:00、UTC+02:00（夏令时）。

## 行政
蒂耶欧格罗塞耶的邮政编码为54170，INSEE市镇编码为54523。

## 政治
蒂耶欧格罗塞耶所属的省级选区为梅讷欧桑图瓦县。

## 人口

1962-2008年间蒂耶欧格罗塞耶人口变化图示

蒂耶欧格罗塞耶于2022年1月1日时的人口数量为434人。